# Саркисов, Сергей Эдуардович
Серге́й Эдуа́рдович Сарки́сов (род. 18 мая 1959 года, Москва, РСФСР, СССР) — российский менеджер, предприниматель, миллиардер, кинорежиссёр, сценарист и продюсер. Один из основных владельцев «РЕСО-Гарантии». Кандидат экономических наук (диссертация «Управление персоналом страховой компании в условиях новой экономики», 2004).
Член президиума и правления Российского союза автостраховщиков (РСА). Входит в состав генерального совета общероссийской общественной организации «Деловая Россия».
Лауреат кино-премии «Эмми» (2020).
Старший брат предпринимателя Николая Саркисова.

## Биография
Отец Эдуард Сергеевич Саркисов (1935 года рождения) работал на различных должностях в Министерстве внешней торговли СССР и торговых представительствах за рубежом. Мать – Саркисова Марина Николаевна (1939 года рождения) - учитель начальных классов. 
Часть детства провёл на Кубе, где работал его отец. Свой первый рубль заработал в десятом классе, разгружая вагоны на станции «Курская-товарная». Системно стал зарабатывать деньги на первом-втором курсе института, работая оформителем и делая плакаты в московском объединении меховых ателье. В студенческие годы занимался техническими переводами. Начиная с четвёртого курса, два года работал в Комитете молодёжных организаций ЦК комсомола в секторе Латинской Америки, который курировал непосредственно международный отдел ЦК КПСС.
В 1981 году окончил МГИМО и устроился на работу в Ингосстрах, где проработал на должностях от экономиста до исполняющего обязанности начальника договорно-правового отдела. Работая в Ингосстрахе получил второе высшее юридическое образование, окончив в 1987 году Всесоюзный юридический заочный институт (ныне МГЮА) по специальности «правоведение» . Позже окончил аспирантуру Финансовой академии при Правительстве РФ, где получил степень кандидата экономических наук.
В 1987 году назначен руководителем представительства «Ингосстраха» на Кубе. До 1990 года руководил представительством Ингосстраха в Латинской Америке, работая в Панаме и Никарагуа.
По возвращении в Россию в 1990 году был назначен Генеральным представителем страховой корпорации Lloyd’s в СССР и одновременно проходил обучение в аспирантуре Финансовой академии при Правительстве РФ (1990 — 1992).

## Страховой бизнес
В 1991 году основал страховую компанию «Русско-Европейское Страховое Общество» (РЕСО), среди учредителей  которой  были «Автобанк», «Ингосстрах» и испанская корпорация Chupa-Chups. Она стала одной из первых частных страховых компаний новой России.
В 1993 году происходит слияние «РЕСО» со страховой компанией «Наука», среди учредителей которой были «Промрадтехбанк», «Сбербанк», «Атомэнергоэкспорт» и «Росвооружение». Сергей Саркисов стал генеральным директором возникшей в результате слияния компании «РЕСО-Гарантия», которую возглавлял в качестве генерального директора до 2004 года.
В 1995 году принял в свой бизнес младшего брата — Николая Саркисова.
В 2000 году предпринял консолидацию акционерного капитала «РЕСО-Гарантии» вместе с братом Николаем, Александром Мамутом и владельцем «МДМ-Банка» Андреем Мельниченко.
В 2002 году менеджмент «РЕСО-Гарантия» выкупил акции своей компании у МДМ-Банка.
В 2004 году занял пост председателя совета директоров «РЕСО-Гарантии» и занимал его до 2013 года.
В 2005 году Сергей Саркисов был включён в партийный список «Социал-демократической партии России» (СДПР) под номером 2 на выборах в Московскую городскую думу четвёртого созыва. Однако 27 октября 2005 года Московская избирательная комиссия признала недействительными 26,55 % подписей избирателей и отказала в регистрации городского списка партии.
К 2006 году Сергей Саркисов и его брат Николай стали владельцами 95 % акций «РЕСО-Гарантии».
В 2007 году Европейский  Банк  Реконструкции и Развития (ЕБРР) приобретает у них 10 % акций компании за $150 млн, что стало крупнейшей сделкой по покупке акций в России и крупнейшей инвестицией в страховой сектор в истории банка. В 2008 году этот пакет в ходе сделки по приобретению 36,7 % страховщика французской AXA был снижен до 6,3 %.
В 2011—2013 годах Сергей Саркисов входил в топ-50 наиболее часто упоминаемых в СМИ людей, связанных со страхованием.
В период с 2000 по 2013 годы являлся членом Экспертного Совета по страхованию Правительства РФ и Государственной Думы, а также членом Правления и Президиума Российского союза автостраховщиков (РСА), возглавлял Комитет РСА по разработке процедур урегулирования убытков и Европейскому протоколу. В этот же период был вице-президентом Всероссийского Союза Страховщиков (ВСС), членом Президиума ВСС, председателем Комитета ВСС по развитию инфраструктуры страхового рынка, членом правления и президиума Национального союза страховщиков ответственности (НССО). Неоднократно признавался лучшим страховым менеджером Ассоциацией Менеджеров России. 
В июне 2012 года Сергей Саркисов был избран президентом Евразийского конгресса страховых организаций — первого и единственного профессионального объединения страховщиков стран бывшего СССР.
В 2013 году он стал членом совета директоров Международного страхового общества (International Insurance Society, IIS), являющегося крупнейшей и самой престижной организацией в сфере страхования.
Также в 2013 году совместно с братом Николаем Саркисовым отказался от сделки по покупке блокирующего пакета страховой компании ВСК — одного из крупнейших слияний на российском страховом рынке
Является автором книги «Личное страхование», словаря-справочника «Менеджмент», соавтором учебника «Страховое дело» и более 50-ти научных публикаций по вопросам страхования и управления. Участвовал в работе над концепцией развития страхования в Российской Федерации.

## Кинобизнес
В 2015 году Сергей Саркисов окончил Высшие курсы сценаристов и режиссёров, где учился у Ираклия Квирикадзе. А уже в следующем году в рамках каннского кинофестиваля Саркисов представил свою первую полноценную режиссёрскую работу — короткометражный фильм «На плаву». В 2015 году Сергей Саркисов выступил в роли генерального продюсера картины своего сына — «Красный».
Вместе со своим сыном Саркисов основал международную продюсерскую компанию «БЛИЦ ФИЛЬМ» (Blitz Films). Компания, специализирующаяся на производстве и продюсировании полнометражных, документальных, короткометражных фильмов, музыкальных клипов и рекламных роликов, базируется в Лос-Анджелесе и имеет представительство в Москве.
В 2017 году Сергей Саркисов в качестве режиссёра, сценариста и генерального продюсера приступил к съёмкам своей дебютной полнометражной картины «На Париж». В съёмках фильма приняли участие звёзды российского кино: Дмитрий Певцов, Сергей Маковецкий, Рената Литвинова, Евгений Стычкин, Фёдор Добронравов, Михаил Ефремов, Кирилл Зайцев, Эммануил Виторган и многие другие. Премьера фильма состоялась 25 апреля 2019 года в рамках 41-го Московского Международного кинофестиваля (ММКФ) в кинотеатре «Октябрь». Картина получила главный приз британского кинофестиваля UK Film Fest. Кроме того, лента получила приз президента фестиваля «Вече» Светланы Дружининой. Фильм собрал в прокате ₽9 млн и $140 тыс.
В 2017 году состоялась премьера полнометражного мультфильма «Фиксики. Большой секрет», в качестве продюсера которого выступили Сергей Саркисов и компания «БЛИЦ ФИЛЬМ». Его сборы в России и СНГ составили 452 миллиона рублей, кинокартину увидело свыше 2,2 млн зрителей. Фильм стал развитием популярного мультипликационного мультсериала «Фиксики», который был показан в 80 странах мира.
В сентябре 2017 года в Вашингтоне состоялся премьерный показ документального фильма «Архитекторы отрицания» («Architects of denial»). В роли исполнительных продюсеров картины выступили Сергей Саркисов, Дин Кейн, Монтейн Уильямс и Дэвид Ли Джордж. Кинолента рассказала о систематическом преследовании армян и других христиан на Ближнем Востоке как в прошлом, так и в настоящем. Фильм прошёл квалификационный отбор премии «Оскар» в номинации «лучший документальный фильм».
В 2018 году Сергей Саркисов вместе со своим сыном Николаем выступили в роли продюсеров фильма «Покажи мне, что у тебя есть» сербского режиссера Светланы Цветко. Эта лента стала дебютом Светланы Цветко в игровом кино. Ранее она дважды номинировалась на «Оскар» за документальные проекты — «Не Война» о событиях в Боснии и Герцеговине и операторскую работу у режиссёра Чарльза Фергюсона в «Инсайдерах» (Inside Job) о финансовом кризисе 2008—2010 годов. По сюжету фильма трое молодых людей Марсело, Нассим и Кристина знакомятся в не самое простое для них время. Они быстро привязываются друг к другу, и судьбы их переплетаются самым невероятным образом. Молодые люди влюбляются, творят, участвуют в политических протестах, всё сильнее проникаясь друг к другу, пока совместная поездка в Италию не ставит под угрозу их взаимоотношения. Летом 2019 года картина взяла главный приз на международном кинофестивале в Таормине. Светлана Цветко получила награду из рук председателя жюри — знаменитого американского режиссера Оливера Стоуна.
В октябре 2019 года в Ереване в рамках кинофестиваля Impact Humanity Festival состоялась премьера документального фильма Сергея Саркисова «Выбор». В основе фильма лежит интервью с лидером протестов и премьер-министром Армении Николом Пашиняном, который рассказывает о причинах произошедшего, первых шагах на посту премьера и своем видении будущего Армении.
В ноябре 2019 года в Нью-Йорке и Лос-Анджелесе состоялась премьера документального фильма «Ненависть среди нас» (Hate Among Us), продюсером которого выступил Сергей Саркисов. В мае 2020 года стало известно, что эта картина получила две номинации на Дневную премию «Эмми». Фильм претендовал на победу в категориях «Выдающаяся специальная программа специального класса» и «Выдающаяся режиссура специальной телепередачи». Сергей Саркисов стал первым российским продюсером, номинированным на это престижную премию. Позже, летом 2020, фильм «Ненависть среди нас» стала лауреатом Дневной премии «Эмми»в категории «Выдающаяся режиссура специальной телепередачи».
Сергей Саркисов продолжил продюсирование рядом кинопроектов в США: закончены[когда?]

 съёмки фильма-хоррор «Let’s scare Julie to death», в 2020 году было начато производство сериала «Sultana» (бюджет 50 миллионов долларов), в ноябре 2020 года в США запланирована премьера спортивной драмы «Embattled» (бюджет 10 миллионов долларов с участием звезды фильмов «Блэйд» и «Джонни Д» Стивена Дорффа[уточнить]. Сценарий к картине, которая станет режиссёрским дебютом Николая Саркисова в Голливуде, написал Дэвид МакКена («Американская история Х»).\
В 2021 году лауреатом Дневной премии «Эмми» стал совместный документальный телепроект «Чествуем обыкновенных героев» о борьбе с COVID-19 от российской компании «БЛИЦ ФИЛЬМ» и американской ATI. Проект получил награду в категории «Выдающаяся режиссёрская работа неигрового телевизионного спецпроекта».

## Санкции
23 февраля 2024 года Саркисов включён в санкционный список Канады против «ключевых элементов прямой и косвенной поддержки полномасштабного вторжения России в Украину». Ранее, 19 октября 2022 года, Саркисов попал в санкционный список Украины так как он обеспечивает «высокую доходную часть бюджета Российской Федерации, которая несёт ответственность за войну в Украине, то есть являлся значительным источником доходов для ведения войны».

## Фильмография

### Фильмы
| Год  | Название                | Режиссер | Сценарист | Продюсер |
| ---- | ----------------------- | -------- | --------- | -------- |
| 2016 | Красный                 |          |           | Да       |
| 2017 | Architects of denial    |          |           | Да       |
| 2017 | Фиксики. Большой секрет |          |           | Да       |
| 2019 | На Париж                | Да       | Да        | Да       |
| 2019 | Show Me What You Got    |          |           | Да       |
| 2019 | The Choice              | Да       |           | Да       |
| 2019 | Hate Among Us           |          |           | Да       |
| 2019 | Фиксики против кработов |          |           | Да       |
| 2022 | Фёдор и Ния. Дежавю     |          |           | Да       |

### Телевидение
| Год       | Название   | Режиссер | Продюсер | Телеканал |
| --------- | ---------- | -------- | -------- | --------- |
| 2019—2020 | Evil Touch | Да       | Да       | Popstar!  |

## Состояние
С 2008 года входит в рэнкинг журнала Forbes «200 богатейших бизнесменов России». В 2021 занял в этом рэнкинге 142-е место с состоянием $850 млн.
В 2018 году вместе с Николаем Саркисовым вошли в список богатейших семей России по версии журнала Forbes за 2018 год и заняли 6-е место с капиталом в $1,5 млрд (в 2021 году — 10-е место с капиталом в $1,65 млрд.).
Сергей и Николай Саркисовы владеют 60,86 % акций «РЕСО-Гарантия» (36,68 % — AXA, 2,45 % — Андрей Савельев), а также её основных дочерних обществ — «РЕСО-Лизинг», «РЕСО-Мед», Банк «РЕСО Кредит» и «РЕСО-Страхование Жизни».

## Дипломатическая и общественная работа
С 2013 по 2018 год — генеральный консул Республики Армения в Лос-Анджелесе (США).
В июле 2020 года, на фоне обострения на границе Азербайджана и Армении, произошла серия межнациональных инцидентов в Москве и других городах России. Сергей Саркисов призвал представителей армянской и азербайджанской диаспор Москвы отказаться от насилия и пообещал компенсировать азербайджанцам ущерб, нанесенный в ходе столкновений.

## Семья, хобби
Увлекается альпинизмом, автоспортом, гольфом (в 2011—2013 годах - вице-президент Ассоциации гольфа России) и теннисом. Совершил восхождения на вершины трёх «пятитысячников»: Эльбрус, Арарат, Гокия Рюк. Награжден знаком «Альпинист России». В составе профессиональных команд по автоспорту неоднократно принимал участие в чемпионатах мира (WRC), России, Финляндии и Прибалтики.
Участвует в автогонках на Subaru Impreza в составе «Sergeраллийной команды i Rally».
Владеет испанским, английским и французским языками.
Женат, супруга Русудан Махашвили по специальности врач.
У пары 5 детей.

## Награды
- Орден Почёта (26 мая 2015 года, Армения) — по случаю Дня Республики, за значительный вклад в признание Геноцида армян[62].
- В 2005 году стал лауреатом страховой премии «Золотая Саламандра» в номинации «Лучший топ-менеджер в страховании»[источник не указан 626 дней].
- В 2014 году стал лауреатом Всероссийcкой премии финансистов «Репутация» в номинации «За личный вклад в развитие страховой отрасли в Российской Федерации»[63].
- В феврале 2016 года получил из рук Католикоса Всех Армян Гарегина Второго высшую награду Армянской апостольской церкви — орден «Святого Григория Просветителя» за активную благотворительную деятельность[64].
- Лауреат кино-премии «Эмми» (2020)[6].

## Основные работы
- Саркисов С. Э. Личное страхование. — М.: «Финансы и статистика», 1996. — 96 с. — ISBN 5-279-01622-5.
- Саркисов С. Э. Менеджмент: словарь-справочник. — М.: «Анкил», 2005. — 805 с. — ISBN 5-86476-167-2.